# Miguel Hidalgo y Costilla
Miguel Gregorio Antonio Ignacio Hidalgo y Costilla Gallаga Mandarte y Villaseñor (Pénjamo, 8 maggio 1753 – Chihuahua, 30 luglio 1811) è stato un rivoluzionario e religioso messicano.
Conosciuto come Cura Hidalgo, Padre Hidalgo o Padre della Patria, è considerato l'iniziatore della guerra d'indipendenza del Messico.

## Inizi
Nacque nella hacienda di Corralejo, nella giurisdizione di Pénjamo, Guanajuato, l'8 maggio 1753. A 12 anni si trasferì a Valladolid a studiare con i Gesuiti, ma quando questi nel 1767 vennero espulsi dal regno di Spagna, si trasferì al Collegio di San Nicolás; nella stessa cittadina studiò teologia, filosofia e arte. I suoi compagni lo chiamavano la volpe (el Zorro) per la sua sagacia e astuzia. Imparò, oltre al latino, al francese e all'italiano, anche il náhuatl, l'otomí e la lingua tarasca. Ricevette gli ordini a 25 anni. A 27 anni, nel 1790, fu nominato rettore del collegio di San Nicolás e si dedicò allo studio delle teorie liberali che stavano rivoluzionando l'Europa: Voltaire, Fleury, Diderot, Bossuet, Buffon, Rousseau, D'Alembert.
Per pressioni della gerarchia della Chiesa venne sollevato dal suo incarico e inviato come curato a Colima, San Felipe Torres Mochas e Dolores. Qui istruì gli indigeni, insegnò loro l'apicultura, la coltivazione della vite e l'allevamento del baco da seta, aprì un'officina per la ceramica e per la costruzione di mattoni, organizzò un'orchestra e un'industria per il trattamento della pelle.
Nel 1806 fu iniziato alla massoneria nella loggia "Arquitectura moral" di Città del Messico, assieme a Ignacio Allende.

## La lotta per l'indipendenza
Già dal 1808 Hidalgo partecipò alla cosiddetta Cospirazione di Querétaro assieme tra gli altri a: Juan Aldama, Ignacio Allende, Miguel Domínguez e Josefa Ortiz de Domínguez. I cospiratori avevano pianificato sollevarsi in armi per il dicembre del 1810, ma a causa di una spia infiltrata si videro costretti ad anticipare la sollevazione e fu così che all'alba del 16 settembre 1810, Hidalgo diede il suo famoso Grito de Dolores (conosciuto anche come grido dell'Indipendenza) nella sua parrocchia nella cittadina di Dolores Hidalgo, Guanajuato.
Il 28 settembre entra a Guanajuato esigendo la liberazione dei realisti che si erano asserragliati con viveri e armi nella Alhóndiga de Granaditas. I ribelli riescono a prenderla e uccidono i suoi difensori, tra loro anche il governatore Riano, vecchio amico di Hidalgo. Fonda una zecca e fa fondere dei cannoni prima di marciare su Valladolid con 15.000 uomini, decreta l'abolizione della schiavitù e invita i curati delle popolazioni vicine a unirsi alla sua causa.

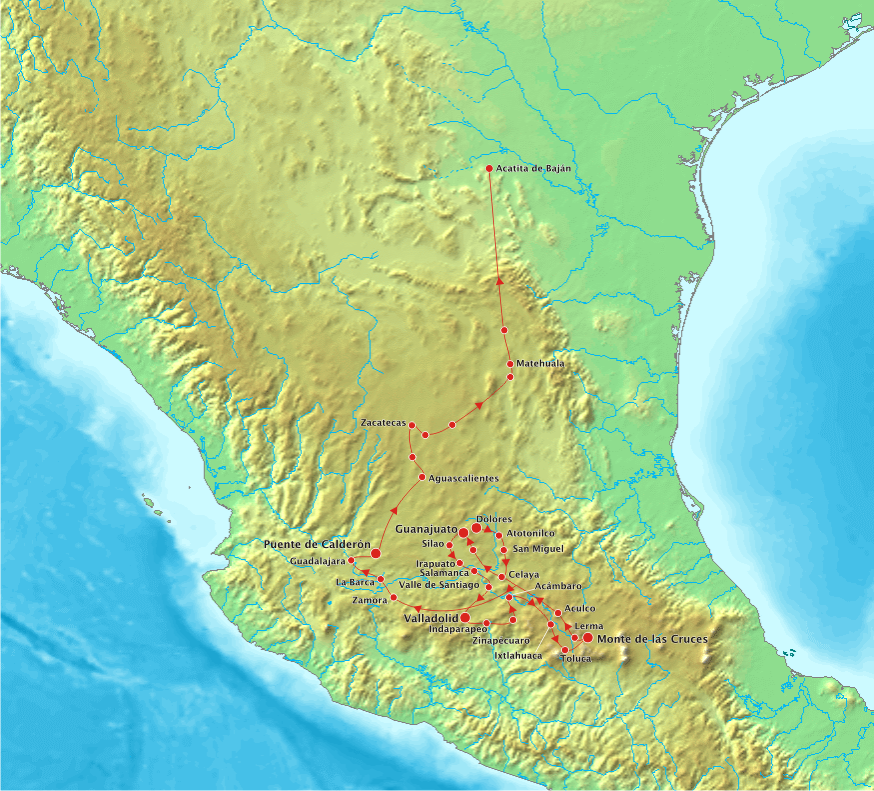
Percorso dell'esercito rivoluzionario di Padre Hidalgo

Con una truppa disorganizzata di quasi 80.000 uomini decide di prendere a sorpresa Città del Messico. Il primo trionfo ebbe luogo nel "Monte delle croci" ma, sebbene fosse riuscito a infliggere una dura sconfitta all'esercito realista, anche l'esercito rivoluzionario soffrì numerose perdite. Per cause non chiare Hidalgo decise di non prendere la capitale andando contro il parere del generale Ignacio Allende e di marciare su Santiago de Querétaro.
Ad Aculco, Hidalgo venne sconfitto e decide di puntare su Guadalajara. A Celaya fa fucilare alcuni disertori e continua verso la Nuova Galizia (Jalisco). Una volta abbandonata Guanajuato i realisti uccisero tutti coloro che avevano appoggiato la ribellione. Per rappresaglia Hidalgo fece uccidere tutti i prigionieri di guerra spagnoli. Nel dicembre del 1810 venne dichiarato eretico e apostata. Davanti alla possibilità di un'offensiva dei realisti, abbandona Guadalajara e oppone resistenza al Ponte de Calderón, ove incorrerà nella sua seconda grande sconfitta. Si dirige verso Aguascalientes con il fine di stabilirvi il suo governo, nel gennaio del 1811.

## Cattura e morte

### Cattura
Viene sollevato dagli incarichi militari in favore di Allende ma conserva la leadership politica. Marcia a Zacatecas e Saltillo per facilitare l'acquisizione di armi dagli Stati Uniti. Ignacio Elizondo antico rivoluzionario, che ha cambiato bandiera in segreto, lo tradisce: vengono arrestati l'11 marzo 1811 Hidalgo, Ignacio Allende, Juan Aldama, Jimenez, Abasolo, Lanzagorta e altri.
Sono trasportati a Monclova e dopo a Coahuila per essere infine tradotti a Chihuahua.

### Hidalgo processato

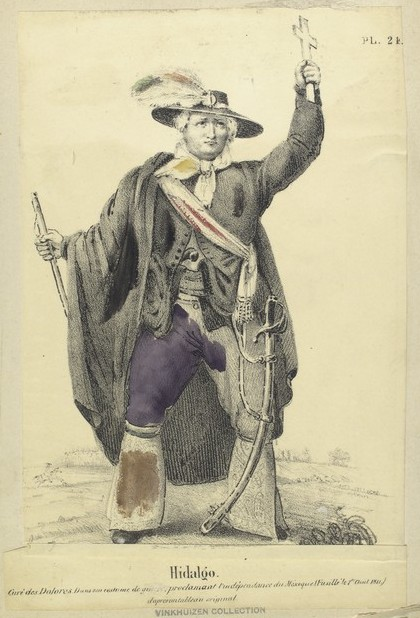
Rappresentazione di Miguel Hidalgo y Costilla.

A Chihuahua, Angel Abella, nominato giudice dal comandante generale delle province interne interroga Padre Hidalgo che promette di dire la verità su tutto ciò che gli fosse chiesto. Anche se non fu mai detto il motivo del suo imprigionamento, si suppone per essersi rivoltato contro la Spagna per rendere indipendente la Nuova Spagna.
Hidalgo confessa che aveva giustiziato europei, aveva dichiarato l'indipendenza il 16 settembre 1810, che aveva formato un esercito, che aveva coniato moneta e che aveva costruito armi e cannoni e che aveva provocato la morte del governatore di Guanajuato Don Antonio Riano. Rispetto all'editto del Santo Tribunale dice di aver avuto notizia della sua scomunica ma di aver pensato di non mostrarsi impaurito per l'accusa di eresia.
Il processo si allarga con 43 capi d'accusa, Hidalgo viene collocato tra gli amanti delle idee illuministiche e condannato alla degradazione ecclesiastica.
Davanti a un altare con un crocifisso nel mezzo di due ceri accesi, vennero collocate quattro poltrone nelle quali si sedettero il Ministro della degradazione e tre prelati assistenti. L'ordine, dato da Francisco Javier Olivares, vescovo di Durango fu eseguito dal dottore dello stesso vescovo Francisco Fernandez Valentin. 
Con un coltello grattarono le mani e i polpastrelli delle dita di Don Hidalgo e allo stesso tempo dicevano:
Ti strappiamo la potestà di sacrificare, consacrare e benedire, che hai ricevuto con l'unzione delle mani e delle dita...
In seguito venne privato dei suoi ornamenti religiosi, gli venne tolta la sottana e il colletto con anatemi:
Per l'autorità di Dio Onnipotente, Padre, Figlio e Spirito Santo e nostra, ti togliamo l'abito clericale e ti denudiamo della veste religiosa e ti denudiamo di ogni ordine, beneficio e privilegio clericale; e per essere indegno della professione ecclesiastica, ti devolviamo con ignominia allo stato di abitante secolare...
Dopo, con delle forbici, gli tagliarono i capelli facendo sparire la tonsura mentre gli dicevano:
Ti lasciamo alla sorte del Signore, come figlio ingrato e cancelliamo dalla tua testa la corona, segno reale del sacerdozio, a causa della tua cattiva condotta.
Alla fine della cerimonia della degradazione fu consegnato ai giudici della curia. Il giudice Abella gli chiese le ragioni per cui si era sollevato contro il Re e contro la Patria. Il giudice ecclesiastico intervenne per chiedere che la pena fosse dimezzata e per "non imporre la pena di morte o la mutilazione di parti del corpo". In ogni caso la sentenza fu:
Scomunica e pena di morte per Miguel Hidalgo. Per professare e divulgare idee esotiche: simpatizzante della rivoluzione Democratica Francese. Per dissoluzione sociale: pretendendo di rendere indipendente il Messico, dall'Impero Spagnolo. Di conseguenza, per tradire la patria.

### Morte
Miguel Hidalgo venne fucilato nella mattinata del 30 luglio 1811.

### Post mortem
La testa di Hidalgo e quella dei suoi compagni Ignacio Allende, Juan Aldama e Jiménez furono esposte in gabbie di ferro ai quattro angoli della Alhóndiga de Granaditas fino al 1821 come monito ai loro seguaci. Fino alla fine, Hidalgo difese l'indipendenza e il diritto di tutti i cittadini quando credono che la patria è in pericolo.

## In suo onore
Portano il suo nome lo Stato messicano di Hidalgo, l'aeroporto di Guadalajara, varie città e molte vie e viali del Messico. Anche il biglietto di 1.000 pesos messicani porta la sua effigie.

## Aneddoti
- Miguel Hidalgo fu battezzato in Cuitzeo de los Naranjos il 16 maggio 1753. Ebbe tre fratelli. In età giovanile organizzò una banda musicale, rappresentò alcune opere teatrali ed era conosciuto come il Zorro.
- Il giorno della fucilazione chiese che non gli venissero bendati gli occhi e neppure che gli si sparasse alle spalle (come accadeva con i traditori). Chiese di sparare sulla sua mano destra che pose sul cuore. Furono necessarie due scariche di fucili per ucciderlo. Il Comandante Calcedo, per 20 pesos, tagliò la sua testa con un solo colpo di machete.
- I suoi resti furono trasportati nella capitale con grandi onori al tempo della prima repubblica 1824. Attualmente riposa nella Colonna dell'indipendenza.